# 绅士岛

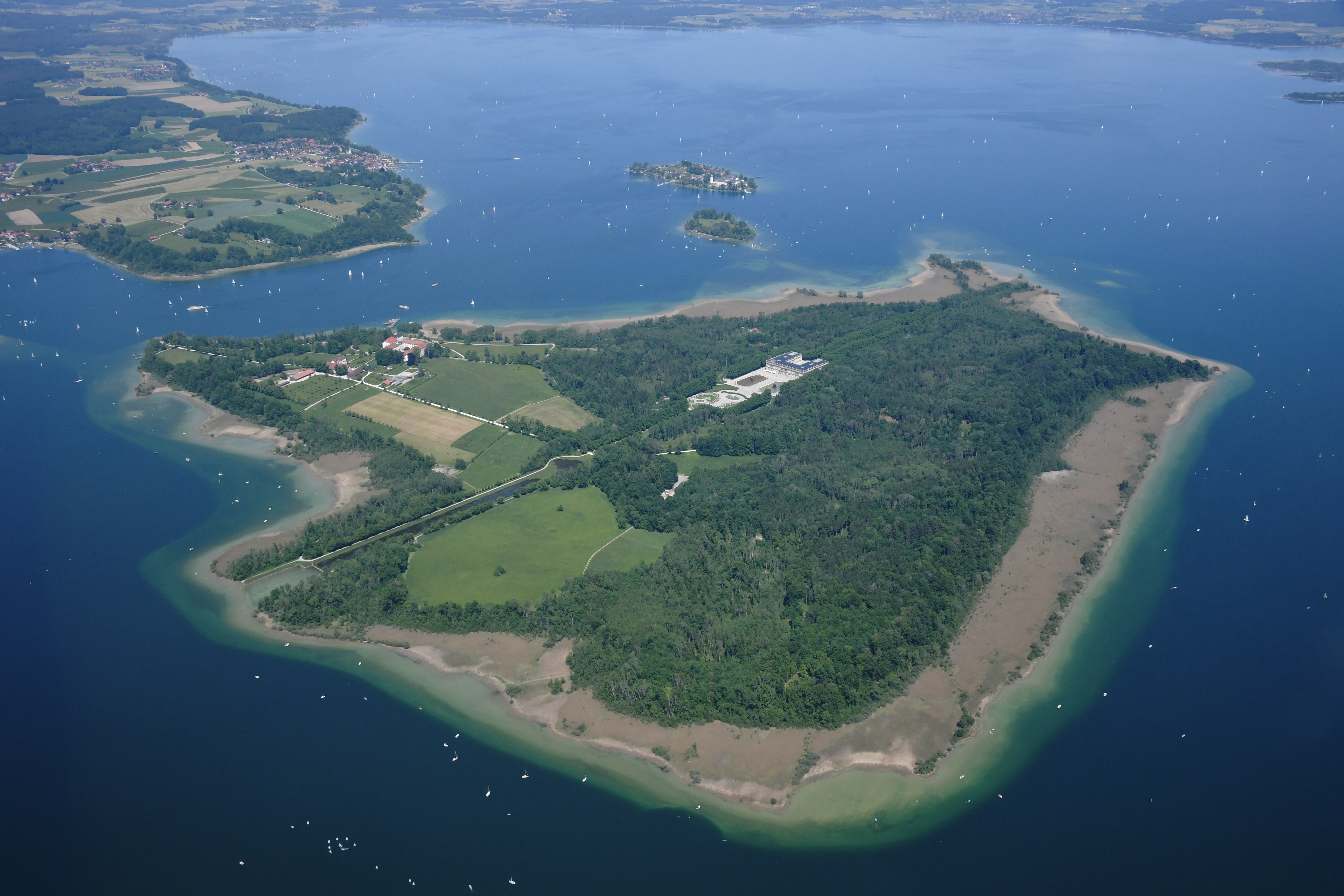
紳士島

绅士岛（德語：Herreninsel），也称海伦岛，是一个位于德国基姆湖上的最大岛屿，面積238公頃，行政上隸屬於巴伐利亞上巴伐利亞行政區羅森海姆縣。
绅士岛因其岛上的海伦基姆湖宫而闻名。该宫殿由路德维希二世而建，是凡尔赛宫的仿制品。